# دندروب أسلي
دندروب أسلي (الاسم العلمي:Dendrobium junceum) هو نوع من النباتات يتبع جنس الدندربيون من الفصيلة السحلبية.